# Медаль «Хрест Свободи»
Медаль «Хрест Свободи» — українська недержавна медаль, заснована Православною церквою України для вшанування, зокрема, воїнів, капеланів, волонтерів за жертовне служіння задля збереження Божого дару свободи та незалежності. Має один ступінь. Нагородження здійснює Предстоятель ПЦУ.

## Статут нагороди

### Загальні положення
Медаль «Хрест Свободи» — це відзнака Православної церкви України.

### Ступені медалі
Має один ступінь.

### За що і кому вручається
- Вручається за жертовне служіння задля збереження Божого дару свободи та незалежності.
- Медаллю можуть бути нагороджені посмертно.

## Опис знака нагороди
Медаль «Хрест Свободи» виготовляється зі спеціального сплаву методом лиття та покривається золотом (товщина покриття 0.1 мк).
Відзнака являє собою рівносторонній хрест із барельєфним зображенням Богородиці-Оранти посередині, покритий золотом та синьою емаллю з лицьової сторони.
На зворотній стороні медалі розміщено надпис «Православна Церква України».
Медаль прикріплена до металевої колодки, яка являє собою лавровий вінок, посередині якого розміщений Хрест-емблема Православної Церкви України.